# Empetraceae
Empetraceae is een botanische naam, voor een familie van tweezaadlobbige planten. Een familie onder deze naam werd vrij algemeen erkend door systemen voor plantentaxonomie, maar niet meer door het APG-systeem (1998) en het APG II-systeem (2003): deze voegen de betreffende planten in bij de vergrote heidefamilie (Ericaceae).
Het betreft een kleine familie van houtige planten. Tot en met de 22e druk van de Heukels werd dit de Kraaiheifamilie genoemd. In de 22e druk hoorde slechts één in Nederland voorkomende soort tot deze familie:
- Kraaihei (Empetrum nigrum)

Het Cronquist-systeem (1981) erkende wel zo'n familie en plaatste haar in de orde Ericales.